# Lista de representantes permanentes da Lituânia nas Nações Unidas
Esta é uma lista de representantes permanentes da Lituânia, ou outros chefes de missão, junto da Organização das Nações Unidas em Nova Iorque.
A Lituânia foi admitida como membro das Nações Unidas a 17 de setembro de 1991.
| Início | Término | Representante permanente (Chefe de missão) | Cargo                    | Credenciais |
| ------ | ------- | ------------------------------------------ | ------------------------ | ----------- |
| 1991   | 1994    | Anicetas Simutis                           | Representante permanente |             |
| 1994   | 2000    | Oskaras Jusys                              | Representante permanente |             |
| 2000   | 2006    | Gediminas Šerkšnys                         | Representante permanente | 2000-04-20  |
| 2006   | 2012    | DaliusČekuolis                             | Representante permanente | 2006-03-02  |
| 2012   | atual   | Raimonda Murmokaitė                        | Representante permanente | 2012-10-25  |